# 千葉絵美
千葉 絵美 （ちば えみ）は、日本のピラティスインストラクター。now fashion agency所属モデル。株式会社studio-emi代表。
獨協大学外国語学部フランス語学科卒業。大学在籍中にモデル活動を始める。卒業後、客室乗務員（ANA）を経て、イギリスに留学。帰国後はピラティスインストラクターの資格を取得し、スタジオを設立する。ピラティスの普及・指導に努めるかたわら、モデルとして各種メディアで活躍している。

## 略歴
- 1996年 「週刊朝日女子大生シリーズ」表紙モデルを飾る
- 2004年  株式会社studio-emiを設立
- 2009年　モデル業に復帰

現在、FTPマットピラティスインストラクター、株式会社studio-emi代表、now fashion agency所属モデル。

## 著作
- 『ピラティス10歳若返るレッスン』（日本出版社）2007年
- 『美人やせピラティス―しなやか筋肉で、カラダをひきしめる 』（幻冬舎）2007年
- 『きれいやせピラティスDVDレッスン』（主婦と生活社）2006年
- 『キレイになるピラティス2 for beauty（DVD付）』（白夜書房）2006年
- 『ピラティス10分ダイエットDVDスーパーレッスン』（主婦と生活社）2005年
- 『キレイになるピラティス』（白夜書房）2005年